# Dans une galaxie près de chez vous 2
Pour les articles homonymes, voir Dans une galaxie près de chez vous (homonymie).
Série Dans une galaxie près de chez vous
Dans une galaxie près de chez vous (film)
(2004)
Pour plus de détails, voir Fiche technique et Distribution.
Dans une galaxie près de chez vous 2 est la suite du film Dans une galaxie près de chez vous, lui-même tiré de la série culte québécoise du même nom. Ce film, réalisé par Philippe Gagnon, a été scénarisé par Pierre-Yves Bernard avec la collaboration de Claude Legault et produit par Diane England. Le film est sorti en salles le 18 avril 2008.

## Synopsis
Générique du début :

« Nous sommes en 2040, la situation sur la Terre est plus que catastrophique ; la couche d'ozone a été complètement détruite par les gaz carboniques des voitures, l'industrie chimique, et le poush-poush en cacane. Résultat : la Terre se meurt sous les rayons du Soleil. Il faut donc trouver une nouvelle planète où déménager 6 milliards de tatas. Euh non, 5 milliards. En fait, il n'en reste plus que quatre. Pour ce faire, la Fédération Planétaire s'est tournée, six ans plus tôt, vers la première puissance mondiale : le Canada. C'est le savoir-faire canadien qui a permis l'envoi, le 28 octobre 2034, du vaisseau spatial Romano Fafard. Sa mission : trouver une nouvelle terre d'accueil pour les terriens. Sa destination : les confins de l'Univers. Là où la main de l'homme n'a jamais mis le pied. »

L'histoire commence alors que l'équipage du Romano Fafard tourne une vidéo destinée aux terriens concernant leur sonde #5. Quelques jours auparavant, le capitaine Patenaude et Serge-18 consultent les résultats de la sonde. Pendant leur analyse des planètes, la sonde percute un chevreuil spatial, ce qui la fait s'écraser sur la planète «Crème hydratante pour le visage soulage la peau sèche». Une fois sur la planète, à la suite d'une fausse alerte de Flavien et un problème avec Brad, l'équipage se fait encercler par les «Crémeux». À la suite d'un tir de charge débilitante par Brad (qui fait répéter à un soldat « On vote Mario Dumont »), l'équipage est contraint de se donner une fausse identité et leur explique leur problème. Une fois le gouverneur suprême informé de la situation, les terriens sont, à cause de Bob, obligé de leur dire la vérité, ce que le gouverneur dit ne pas se soucier, à la joie de ces derniers. Alors que le gouverneur est sur le point de leur révéler l'emplacement de la sonde, un attentat éclate et ce dernier est blessé et conduit à bord du vaisseau. Avant l'évacuation de l'équipage, Bob reçoit un mot de la messagère, que Bob croit être un mouchoir, qu'il utilise et garde sur lui.
Lors de l'opération du gouverneur, ce dernier parvient à articuler que la sonde est sur la planète des iraziens et que c'est la planète traversée par un anneau ("Le capitaine et Serge 18 ont sondé cette planète") . Le problème étant que le capitaine est très strict sur son éthique et ne veut pas attaquer une planète habitée, ce qui cause des conflits au sein de l'équipage, surtout avec Brad. Lors d'une nuit où le capitaine s'endort sur place (debout), Brad explique le fonctionnement des cartes du vaisseau et du canon au gouverneur. Cette nuit même, ce dernier parvient à tirer un missile vers les iraziens mais rate la cible, ce qui a été déjoué par Flavien. Alors que le gouverneur est en prison et que Brad est sur le point subir le même sort, Flavien informe l'équipage que le missile lancé était un «Génération X», ce qui signifie qu'il finit toujours par revenir vivre chez ses parents (il revient vers le vaisseau). Flavien tire donc un autre missile sur le premier. Le souffle de l'explosion propulse le vaisseau dans les limbes. À l'intérieur, des fantômes leur révèlent qu'il reste six mois de vie sur Terre, ce qui pousse le capitaine à laisser de côté ses principes et prendre de force la planète des iraziens.
Une fois sorti des limbes et que l'équipage se prépare à l'attaque, Flavien demande à être réaffecté à la recherche de la sonde pour éviter d'expulser les iraziens de leur planète. Il finit par être rejoint par Bob qui va lui permettre de trouver un indice de la sonde (un bois de chevreuil avec une micro-particule de peinture). Cette preuve ne suffisant pas, les deux amis poursuivent leur quête, mais finissent par perdre leur piste et Flavien, cédant à déchiffrer le message que Bob a reçu de la femme au palais du gouverneur. Alors que Flavien a décrypté le message, ce dernier tente, sans succès, de le transmettre au capitaine avant de chasser les iraziens. Une fois sur la planète des iraziens, l'équipage découvre que l'atmosphère contient un gaz qui fait dire la vérité (Une simulation démontre les effets qu'auraient ce gaz si les humains y déménageaient : la Chine bombarde les USA, la Corée du Nord anéantit le Vatican, la droite contre la gauche, Canadien contre Boston, etc.) et rend la planète inhabitable. Ils reçoivent, au même moment, le message de Flavien disant que les iraziens sont pacifiques et que c'est le gouverneur le terroriste. Malgré tout, Flavien et Bob ont trouvé la sonde mais Brad révèle qu'il n'y a aucune planète habitable pour les terriens, que le capitaine croit en interrogeant Brad sur la planète des iraziens. Après avoir trouvé un mélangeur, le capitaine demande à recevoir le gouverneur pour l'interroger sur la présence de cet objet terrien. Mais le gouverneur s'échappe, mais il est rapidement rattrapé et ils découvrent qu'il y a un portail (fermé par un zipper) qui conduit jusqu'à la Terre. D'après la nature des objets, le portail s'ouvre sur la Terre en 2008, ce qui pourrait leur permettre d'avertir les terriens sur les futurs désastres climatiques.
Après avoir tourné des vidéos pour tenter de prouver leurs dires, l'équipage réussi à ouvrir la fermeture éclair, mais le capitaine a tout juste le temps de laisser les DVD avant que le portail ne se referme à jamais. Espérant que les terriens vont prendre au sérieux leur message, l'équipage du Romano Fafard est démobilisé sur la planète « Crème hydratante pour le visage soulage la peau sèche » et le vaisseau est laissé en orbite avec un panneau « À VENDRE ». 
Au générique de fin, on voit un téléjournal parler du message du capitaine, disant que c'est un hurluberlu et que c'est devenu un phénomène connu sous le nom de « STAR WARS TWIT ». On peut aussi voir Flavien et Bob, quand ils étaient jeunes, regarder la vidéo en disant que « C'est pas fou ce que le monsieur dit ».

## Personnages principaux

### Équipage du Romano Fafard
Capitaine Charles Patenaude : Capitaine du Vaisseau, c'est un leader admiré par tout l'équipage (sauf Brad) pour son courage et sa loyauté envers ses hommes. Amoureux de Valence, il dirige depuis 5 ans la "mmmission" et semble déterminé à vouloir trouver la planète. Massacrant allégrement les proverbes ("Il ne faut pas vendre la peau de l'ours...surtout s'il n'est pas d'accord avec le prix), il a aussi la faculté de rester constamment debout lorsque le vaisseau traverse une zone de turbulences au contraire de son équipage.
Brad Spitfire : officier Scientifique du vaisseau après avoir été dégradé pour tentative d'empoisonnement sur le Capitaine pendant la série. Personnage particulièrement malveillant et machiavélique, il est prêt à quasiment tout pour parvenir à ses fins, faisant de lui le bouc-émissaire du vaisseau et un véritable danger public pour la mission. Bien qu'il soit compétent dans son domaine, le Capitaine a tenté à maintes reprises de s'en débarrasser, mais Valence l'a toujours convaincu de le garder à bord. Paradoxalement, bien qu'il passe son temps à mépriser les autres, il avoue à Valence que c'est une forme d'affection prouvant que c'est en fait un homme meurtri qui essaye tant bien que mal à s'adapter à ses coéquipiers. 
Valence Leclerc : officier Psychologue du vaisseau, petite-amie du Capitaine, elle a pour principale fonction d'atténuer les diverses tensions à bord du vaisseau, notamment celles entre Brad et le Capitaine.
Flavien Bouchard : technicien Radar du vaisseau et second officier à la suite de la dégradation de Brad. Meilleur élément du vaisseau, il souffre cependant d'un profond manque de confiance en lui (visible lors de la série). Meilleur ami de Bob, il est cependant confronté à un sérieux dilemme car sa petite-amie Pétrolia le préfère à Bob qui essaie de se faire aimer par la jeune fille. Son père extraterrestre (Richard Cuisse de Lion) lui à transmis certains pouvoirs: une ouïe et une vue hors du commun mais aussi une force et une résistance aux dégâts supérieure à la moyenne. Il hait principalement Brad, qui fait preuve de racisme envers Flavien, ce à quoi il répond généralement par un bon coup de poing. 
Bob Dieudonné-Marcelin : chauffeur du vaisseau, car muni d’un tableau de bord d’autobus. Bob est le meilleur ami de Flavien et l'un des prétendants de Pétrolia. Ses gros défauts sont son manque d'intelligence et sa gourmandise : sa lenteur d'esprit provoque l'agacement du capitaine et sa goinfrerie est sans limite. Cependant, c'est un excellent pilote avec l'aide de Flavien, ils forment un duo indispensable à la mission.
Pétrolia Parenteau Stanislavski : Technicienne et médecin du vaisseau ; elle a suscité cependant de la crainte étant donné qu'une bonne partie de ses inventions (de la série) se sont retournées contre l'équipage mais a finalement obtenu la confiance du capitaine. Elle est follement amoureuse de Flavien provoquant la jalousie de Bob qui essaie en vain de la séduire : finalement, elle avouera à Bob qu'elle l'aime à l'intérieur comme à l'extérieur mais qu'elle préfère Flavien. Conceptrice de Serge, elle doit souvent le réparer lorsque ce dernier subit des avaries. 
Serge 3;4;5;6;7;8 : Androïde et défenseur du vaisseau. Création de Pétrolia,

## Distribution
- Guy Jodoin : Charles Patenaude (Capitaine)
- Sylvie Moreau : Valence Leclerc (Psychologue)
- Stéphane Crête : Brad Spitfire (Scientifique)
- Claude Legault : Flavien Bouchard (Technicien radar et Second Officier)
- Didier Lucien : Bob Dieudonné-Marcelin (Pilote)
- Mélanie Maynard : Pétrolia Parenteau-Stanislavski (Médecin)
- Réal Bossé : Serge 18 et 19 (Robot)
- James Hyndman : Narrateur (voix)
- Alexis Martin : Le gouverneur suprême
- Pierre-François Legendre : Le conseiller du gouverneur
- Édith Cochrane : Réceptionniste du gouverneur
- Pierre Brassard : Présentateur de nouvelle
- Salomé Corbo : Messagère du grand ganglion
- Patrick Groulx : Un messager
- Louis-Philippe Dandenault : Centurion
- André Lacoste : Assistant du Gouverneur
- Jacques Moisan : Lecteur de nouvelles

## Autour du film
- Alexis Martin, l'interprète du gouverneur suprême, était déjà apparu dans la série dans un autre rôle : Le Yiable.

- Le tournage des scènes  en forêt ont été tournées au parc nature de la pointe aux prairies à Pointe-aux-Trembles.